# چرخ‌زاد

حرکت یک نقطه روی دایره

چرخ‌زاد یا سیکلوئید (به انگلیسی: Cycloid) یک منحنی است که توسط به حرکت درآمدن نقطه روی دایره ساخته می‌شود. بدین معنا که یک نقطه روی دایره قرار دارد و دایره وقتی که می‌ غلتد نقطه هم با آن می‌چرخد اگر حرکت نقطه روی دایره را دنبال کرده و سپس ترسیم کنیم یک منحنی به وجود می‌آید که به آن چرخ‌زاد گویند.

## معادلات

چرخ‌زادهای مختلف

با به دست آوردن نمودار چرخ‌زاد می‌توان مختصات هر نقطه را با فرمول زیر به دست آورد:

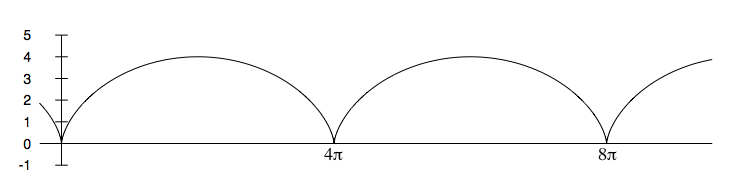
منحنی با دایره‌ای به شعاع ۲

{\displaystyle {\begin{aligned}x&=r(t-\sin t)\\y&=r(1-\cos t)\end{aligned}}}

اگر مسیر حرکت چرخ بر روی یک خط راست باشد ولی یک نشانه بر روی پرهٔ چرخ نصب شده باشد به آن منحنی چرخه‌زاد می‌گویند. از این تعریف معلوم می‌شود که چرخ‌زاد حالت خاصی از چرخه‌زاد است. اگر مسیر حرکت چرخ بر روی یک دایره باشد، به آن منحنی برون‌چرخ‌زاد و اگر مسیر حرکت چرخ داخل یک دایره باشد به آن منحنی درون‌چرخ‌زاد می‌گویند.